# 布斯特罗夫
布斯特罗夫（法語：Boustroff，法語發音：[bustʁɔf]；洛林法兰克语：Bouschtroff）是法国摩泽尔省的一个市镇，属于福尔巴克-布莱摩泽尔区。

## 地理
布斯特罗夫（49°0'1"N, 6°37'18"E）面积3.47 平方千米，位于法国大東部大區摩泽尔省，该省份为法国东北部内陆省份，是洛林的一部分，西南接默尔特-摩泽尔省，东临下莱茵省，北与卢森堡和德国接壤。
与布斯特罗夫接壤的市镇（或旧市镇、城区）包括：阿德朗日、安什维尔、瓦勒莱福尔克蒙、维莱。

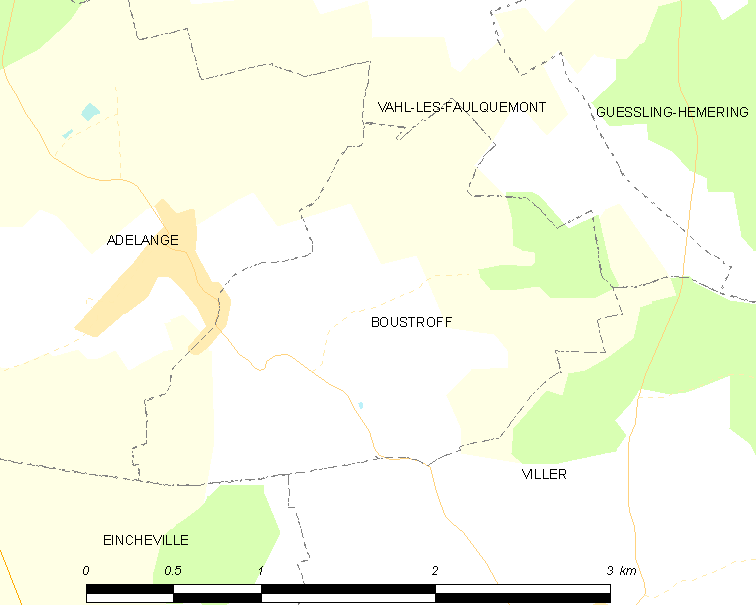
布斯特罗夫的OSM定位图

布斯特罗夫的时区为UTC+01:00、UTC+02:00（夏令时）。

## 行政
布斯特罗夫的邮政编码为57380，INSEE市镇编码为57105。

## 政治
布斯特罗夫所属的省级选区为萨拉尔布县。

## 人口

1962-2008年间布斯特罗夫人口变化图示

布斯特罗夫于2022年1月1日时的人口数量为152人。